# Stazione di Shimomizo
La stazione di Shimomizo (下溝駅?, Shimomizo-eki) è una stazione ferroviaria situata nel quartiere di Minami-ku della città di Sagamihara, nella prefettura di Kanagawa, in Giappone, e serve la linea Sagami della JR East.

## Linee
JR East
■ Linea Sagami

## Struttura
La stazione è dotata di un solo binario, in superficie, con un marciapiede laterale.
| 1 | ■ Linea Sagami | per Hashimoto e Hachiōji (linea Yokohama) |  |
| 1 | ■ Linea Sagami | per Ebina, Atsugi e Chigasaki             |  |

## Stazioni adiacenti
| «            | Servizio     | »            |
| Linea Sagami | Linea Sagami | Linea Sagami |
| ------------ | ------------ | ------------ |
| Sōbudaishita | Locale       | Harataima    |